# Stéphanie Guillon
Stéphanie Guillon (* 14. Juni 1971 in Boulogne-Billancourt) ist eine französische Maskenbildnerin.

## Leben und Karriere
Guillon arbeitete bereits in der ersten Hälfte der 2000er Jahre als Maskenbildnerin für die französischen Filme Pakt der Wölfe, Red Siren und The Keeper. Für ihre Arbeit an The Substance wurde Guillon bei der Oscarverleihung 2025 gemeinsam mit Pierre-Olivier Persin und Marilyne Scarselli in der Kategorie Bestes Make-Up und beste Frisuren ausgezeichnet. Zuvor war Guillon bereits zusammen mit Persin, Scarselli und Frédérique Arguello bei den British Academy Film Awards 2025 für die Beste Maske ausgezeichnet worden.

## Filmographie (Auswahl)
- 2000: Requiem
- 2001: Pakt der Wölfe
- 2002: Red Siren
- 2004: The Keeper
- 2005: Ze Film
- 2005: Love Is in the Air
- 2006: Du & Ich
- 2006: Le dernier gang
- 2007: Ill Wind
- 2008: C’est la vie – So sind wir, so ist das Leben
- 2008: Tellement proches
- 2009: So Happy Together
- 2007: Chanson der Liebe
- 2011: Wieder von vorne…
- 2013: Jappeloup – Eine Legende
- 2013: L’Escalier de fer
- 2015: Qui c’est les plus forts ?
- 2015: Childhood Tears
- 2016: Die Frau im Mond – Erinnerung an die Liebe
- 2016: Le chant des cigales #maxalaferme
- 2017: Rock’n Roll
- 2017: Der andere Liebhaber
- 2018: Gueule d’ange
- 2018: Paris bei Nacht
- 2018: Ein Becken voller Männer
- 2018: Das Land meines Vaters
- 2019: Cock, Crap, Fuck
- 2019: Nous finirons ensemble
- 2020: Wie ich ein Superheld wurde
- 2021: Family Swap
- 2022: Black Sheep
- 2023: Asterix & Obelix im Reich der Mitte
- 2023: Spiders – Ihr Biss ist der Tod
- 2024: The Substance